# Zain ad-Din al-Amidi
Zain ad-Din 'Ali ibn Ahmad al-Amidi (arabisch زين الدين علي بن أحمد الآمدي, DMG Zain ad-Dīn ʿAlī b. Aḥmad al-Āmidī; geboren im 13. Jahrhundert in Bagdad; gestorben im Jahr 1312 ebenda) war ein blinder arabischer Gelehrter und Hochschullehrer. Er lebte im 13. und 14. Jahrhundert im heutigen Irak und entwickelte mehr als 600 Jahre vor der Erfindung der Brailleschrift als Erster eine Methode, die ihm ermöglichte, durch Ertasten Schriften zu lesen.

## Leben
Zain ad-Din al-Amidi wuchs in Bagdad auf. Wer seine Eltern waren und in welchem Jahr er geboren wurde, ist nicht bekannt. Schon kurz nach seiner Geburt erblindet, entwickelte er ein System, um seine Bücher ertasten und sich mit anderen schriftlich verständigen zu können. Für seine reliefartige Blindenschrift benutzte al-Amidi die Kerne von Früchten, um die Buchstaben ertastbar zu machen. Die Methode wird in den vorliegenden Quellen nicht näher beschrieben, jedoch wird al-Amidi mehrfach in zeitgenössischen Schriften aus dem 14. Jahrhundert erwähnt.
Zain ad-Din al-Amidi beherrschte neben dem Arabischen die persische, griechische, türkische und mongolische Sprache. Er gehörte der islamischen Rechtsschule der Hanbaliten an und war als Hochschullehrer an der im Jahr 1233 gegründeten historischen Universität in Bagdad tätig, einer Vorläuferinstitution der heutigen al-Mustansiriyya-Universität. Durch den Handel mit Büchern verschaffte er sich ein zusätzliches Einkommen.
Der arabische Gelehrte Salah ad-Din as-Safadi (arabisch صلاح الدين الصفدي) (1297–1363) schrieb in seinem Buch Nakt al-Himyān fī Nukat al-ʿUmyān (Englisch: Emptying the pockets for anecdotes about blind people) über al-Amidi, dessen Originalität respektvoll anerkennend:

“In addition to his knowledge, he used to trade in books. He could pick out the desired volume, touch the book and determine the number of its pages; he would touch the page and determine how many lines it had, the type of script and its color, and he knew the prices of the books.”

„Zusätzlich zu seinem Wissen handelte er mit Büchern. Er konnte die gewünschte Ausgabe heraussuchen, das Buch berühren und die Anzahl seiner Seiten bestimmen; er berührte die Seite und bestimmte die Anzahl der Zeilen, die Art der Schrift und ihre Farbe, und er kannte die Preise der Bücher.“